# Chích bông lưng xám
Chích bông lưng xám (danh pháp hai phần: Orthotomus derbianus) là một loài chim chi Chích bông trong họ Chiền chiện. Loài này phân bố ở Philippines. 